# Rolls-Royce Merlin
Rolls-Royce Merlin byl dvanáctiválcový (s válci svírajícími úhel 60°), kapalinou chlazený pístový letecký motor o objemu 27 litrů vyráběný během druhé světové války britskou firmou Rolls-Royce Ltd. a v licenci americkou automobilkou Packard jako V-1650. Motor Rolls-Royce Merlin je považován za jednu z nejzdařilejších konstrukcí leteckého pístového motoru, které kdy vznikly.
Prototyp motoru P.V.12 (Private Venture — fa Rolls-Royce zahájila vývoj motoru bez jakéhokoli oficiálního zájmu a také bez jakékoli státní dotace, zcela ve vlastní režii; číslice značí počet válců), budoucího proslaveného Merlinu, se poprvé rozběhl na brzdě 15. října 1933.
Motor dostal jméno podle druhu sokola (dřemlík tundrový, lat. Falco columbarius), což bylo v souladu s „tradičními“ jmény pístových leteckých motorů firmy Rolls-Royce podle dravých ptáků (mj. Falcon, Hawk, Condor, Kestrel, Goshawk, Vulture, Griffon,  Eagle), nikoliv podle Merlina, kouzelníka z legendy o králi Artušovi.

## Verze (některé ze sériově vyráběných)
- Merlin I — první sériová verze vyrobená pouze v počtu 172 kusů, tyto motory byly určeny k pohonu letounů Fairey Battle
- Merlin II, Merlin III – poháněly stíhací letouny Supermarine Spitfire Mk.I a Hawker Hurricane Mk.I.
- Merlin X – poháněl bombardéry Halifax Mk.I, Wellington Mk.II a Whitley Mk.V.
- Merlin XX používaný ve stíhačkách Hawker Hurricane Mk.II a Beaufighter Mk.II, rovněž poháněl bombardéry Halifax Mk.II, Mk.V a Lancaster Mk.I.
- Merlin 21, 23, 25 — poháněl letouny de Havilland D.H. 98 Mosquito.
- Merlin 24 — poháněl letouny Avro Lancaster.
- Merlin 45, 46, 50, 55 — používaný ve stíhacích letounech Supermarine Spitfire Mk.V.
- Merlin 61 – motor dostal dvourychlostní dvoustupňový radiální kompresor s mezichladičem. Poháněl letouny Spitfire Mk.VII, Mk.VIII, Mk.IX a PR.Mk.XI.
- Merlin 66 – motor dostal dvourychlostní dvoustupňový radiální kompresor s mezichladičem. Poháněl letouny Spitfire Mk.VIII a Mk.IX.
- Merlin 70 – motor dostal dvourychlostní dvoustupňový radiální kompresor s mezichladičem. Poháněl letouny Spitfire Mk.VIII a Mk.IX.
- Merlin 76 & 77 – poháněl letouny Westland Welkin a de Havilland Mosquito. Verze Merlin 77 se od Merlinu 76 odlišovala pouze kompresorem Marshall, který dodával stlačený vzduch do přetlakové kabiny.

## Technická data motoru Rolls-Royce Merlin

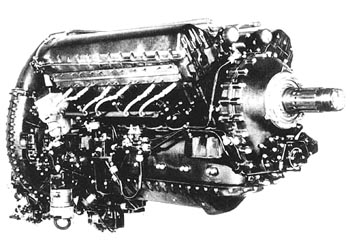
RR Merlin vyobrazený v manuálu RAF z druhé světové války

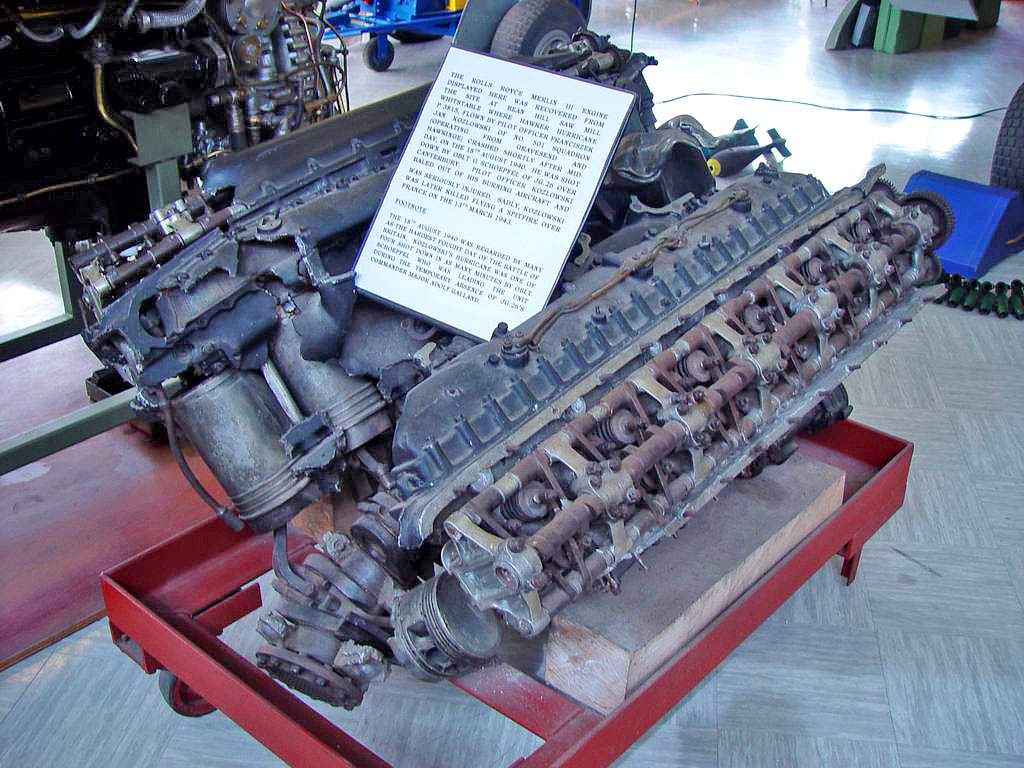
Rolls Royce Merlin III v muzeu v Manstonu v Kentu

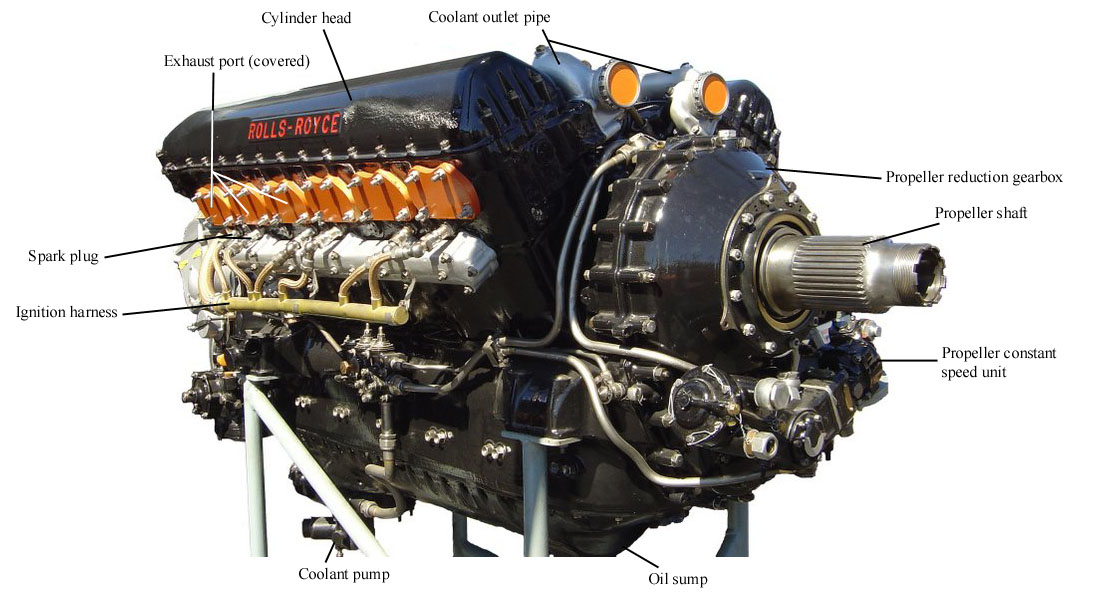
Rolls-Royce Merlin s popiskami některých součástí

Základní data společná pro všechny řady
- Typ: pístový letecký motor, čtyřdobý zážehový kapalinou chlazený přeplňovaný vidlicový dvanáctiválec (bloky válců svírají úhel 60 stupňů), přeplňovaný odstředivým kompresorem, vybavený reduktorem
- Vrtání válce: 5,40 palce (137,16 mm)
- Zdvih pístu: 6,00 palce (152,4 mm)
- Zdvihový objem motoru: 1648,959 cu.in. (27,021 litru)
- Celková plocha pístů: 1773 cm²
- Kompresní poměr: 6,00
- Rozvod OHC, čtyřventilový (dva sací a dva výfukové ventily, výfukové jsou chlazeny sodíkem)
- Zapalování zdvojené, magnety
- Mazání motoru tlakové, oběžné, se suchou klikovou skříní

### Jednotlivé řady

#### RM.8SM
- Merlin 61, Merlin 63, Merlin 63A, Merlin 64, Merlin 72, Merlin 73
- Motory vybavené dvourychlostním dvoustupňovým odstředivým kompresorem s mezichladičem stlačené směsi
- Unašeč vrtule: SBAC No. 5
- Převod reduktoru: 2,381 (Merlin 61, 72, 73), 2,095 (Merlin 63, 63A, 64)
- Průměr rotoru kompresoru: 11,5 palce (292,1 mm, 1. stupeň), 10,1 palce (256,5 mm, 2. stupeň)
- Převody kompresoru: 1÷6,39 (1. převod), 1÷8,03 (2. převod)
- Karburátor: S.U. A.V.T.44/206 (Merlin 61), A.V.T.44/201 nebo A.V.T.44/215
- Palivo: benzín s oktanovým číslem 100 (100/130 Grade)
- Hmotnost suchého motoru: 746,2 kg (Merlin 63)
- Výkony (Merlin 63):
  - vzletový 1280 hp (954,5 kW) při 3000 ot/min. a plnicím tlaku +12 psi (abs. tlak 1841 hPa)
  - bojový (2. převod kompresoru) 1400 hp (1096,2 kW) ve výšce 4572 m, při 3000 ot/min. a plnicím tlaku +18 psi (abs. tlak 2254 hPa)

#### RM.10SM
- Merlin 65, Merlin 66, Merlin 67, Merlin 85
- Motory vybavené dvourychlostním dvoustupňovým odstředivým kompresorem s mezichladičem stlačené směsi (oproti řadě RM.8SM má nový první stupeň kompresoru a „lehčí“ převody kompresoru, čímž byla snížena nominální výška)
- Unašeč vrtule: SBAC No. 5
- Převod reduktoru: 2,381 (Merlin 65, 67, 85), 2,095 (Merlin 66)
- Průměr rotoru kompresoru: 12 palců (304,8 mm, 1. stupeň), 10,1 palce (256,5 mm, 2. stupeň)
- Převody kompresoru: 1÷5,79 (1. převod), 1÷7,06 (2. převod)
- Karburátor: Bendix Stromberg 8D/44/1 (Merlin 66, Merlin 67)
- Palivo: benzín s oktanovým číslem 100 (100/130 Grade), popř. 100/150 Grade
- Hmotnost suchého motoru: 746,2 kg (Merlin 66)
- Výkony (Merlin 66):
  - vzletový 1330 hp (991,8 kW) při 3000 ot/min. a plnicím tlaku +12 psi (abs. tlak 1841 hPa)
  - bojový (2. převod kompresoru) 1625 hp (1211,8 kW) ve výšce 3810 m, při 3000 ot/min. a plnicím tlaku +18 psi (abs. tlak 2254 hPa)